# Artaud (évêque de Grenoble)
Pour les articles homonymes, voir Artaud.
Artaud (Artaldus), mort vers 1058, est un évêque de Grenoble de la première moitié du XIe siècle.

## Biographie

### Origines
Artaud semble appartenir à la famille des seigneurs de Royans, selon Georges de Manteyer (1925) et à sa suite Noël Didier (1936).
Il serait ainsi, comme le pense Manteyer (1925), suivi par d'autres auteurs,, le beau-frère de Guigues le Gras. Manteyer, parlant de Guigues le Gras, indique « sa femme, Pétronille, sœur de l'évêque de Grenoble Artaud (1037-1056) et d'Ismidon prince de Royannais ». Il les dit ainsi enfants d'Artaud et Pétronille.
Manteyer (1925) précise qu'Artaud serait connu depuis l'an 1000 et qu'il était propriétaire de terres en Viennois, en pays d'Annonay ainsi qu'en Valentinois.
La proximité familiale avec les Guigonides serait à l'origine de son élévation à l'épiscopat.

### Épiscopat
Artaud (Artaldus dans le Cartulaires dit de saint Hugues) semble succéder à l'évêque Mallen sur le siège épiscopal de Grenoble, vers 1036. Manteyer (1925) et Didier (1936) donnent l'année 1037. Manteyer précise même la date du 2 octobre. Il représente une sorte d'interruption dans le contrôle de l'évêché par les quatre évêques successifs issus de la maison d'Albon.
Dans l'acte A34 du Cartulaires de l’église cathédrale de Grenoble dits Cartulaires de saint Hugues, vers l'année 1040, Artaud déclare régir tous les biens épiscopaux de Grenoble,. L'acte est une reconnaissance de la part d'Ismidon, prince du Royans, petit-fils ou fils d'un seigneur, qui a fait un don à Montmajour au début du XIe siècle,. Ismidon est dit « ami » de l'évêché de Grenoble,.

### Mort et succession
Artaud reste sur le trône jusque vers 1056 (Didier, 1936) ou 1058 (Bligny, 1979). Manteyer donnait pour date le 10 août 1058.
Humbert d'Albon, fils de Guigues le Vieux, lui succède sur le siège épiscopal de Grenoble,,.